# Jean-Louis Forain

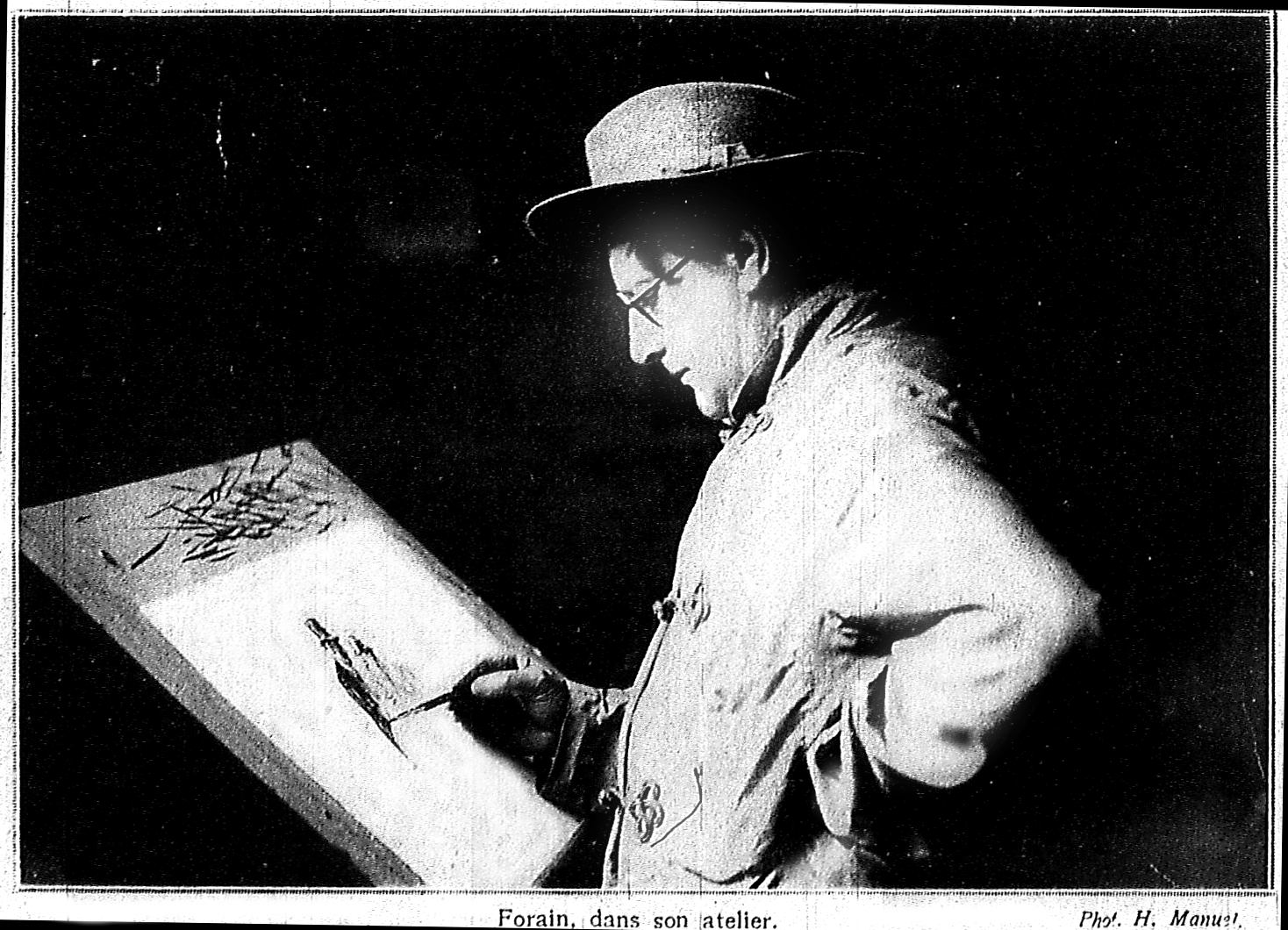
Forain zeichnet in seinem Atelier

Jean-Louis Forain (* 23. Oktober 1852 in Reims; † 11. Juli 1931 in Paris) war ein französischer Maler, Grafiker und Karikaturist.

## Leben
Jean-Louis Forain stammte aus einer einfachen Familie, um 1860 zog diese nach Paris. Forain begann seine Karriere als Karikaturist für verschiedene Zeitschriften. Später schrieb er sich an der Kunstschule École des Beaux-Arts ein, um unter Jean-Léon Gérôme und Jean-Baptiste Carpeaux zu studieren. Forains Werke wurden stark von Honoré Daumier und seinen Freunden beeinflusst, darunter waren Claude Monet, Edgar Degas und Édouard Manet. Im Jahr 1879 fand seine erste Ausstellung im Salon de Paris statt, an denen Forain sich bis 1891 regelmäßig beteiligte. In seinen späteren Jahren entstanden zahlreiche Szenen aus dem Justizpalast in Paris und anderen Institutionen sowie soziale Satire des späten 19. Jahrhunderts und frühen 20. Jahrhunderts. 1889 gründete er die heute nahezu in Vergessenheit geratene Zeitschrift Le Fifre, deren Herausgeber und Hauptillustrator er war und die in jeweils nur zehn Exemplaren erschien.
Forain wurde 1923 zum Mitglied der Académie des Beaux-Arts in Paris gewählt, im gleichen Jahr zum Präsidenten der philanthropischen Vereinigung République de Montmartre und 1930 zum Ehrenmitglied (Hon. RA) der Royal Academy of Arts in London. Zudem war er Commandeur de la Légion d’Honneur (C. LH).
1891 heiratete Jean-Louis Forain die Malerin und Bildhauerin Jeanne Bosc (1865–1954), aus der gemeinsamen Verbindung ging ein Sohn (* 1895) hervor.

## Werke (Auswahl)

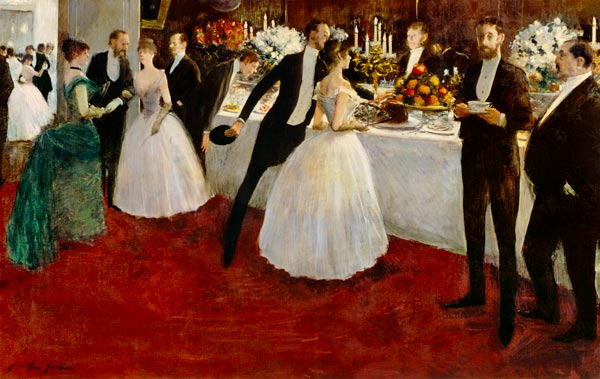
Das Buffet, Öl auf Leinwand, 1884
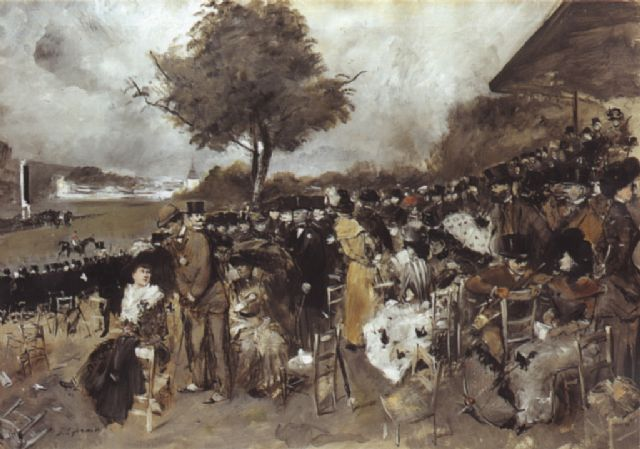
Auf der Pferderennbahn, Öl auf Leinwand, 1885–90
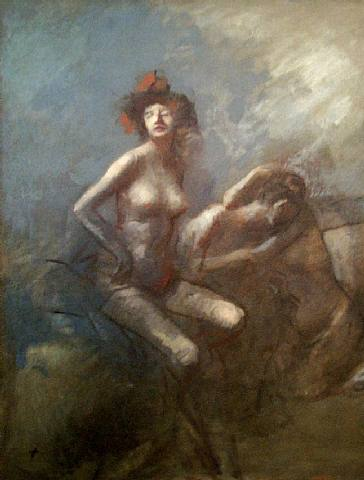
Trois Nus, Öl auf Leinwand, um 1890
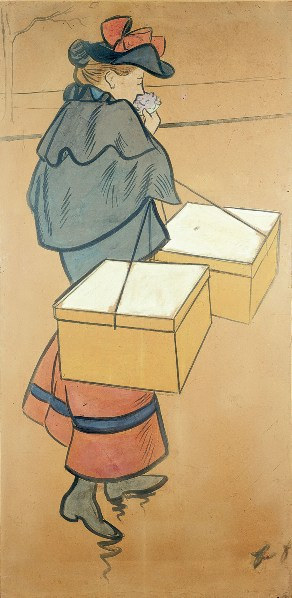
Le Trottin de Paris, Aquarell, 1895
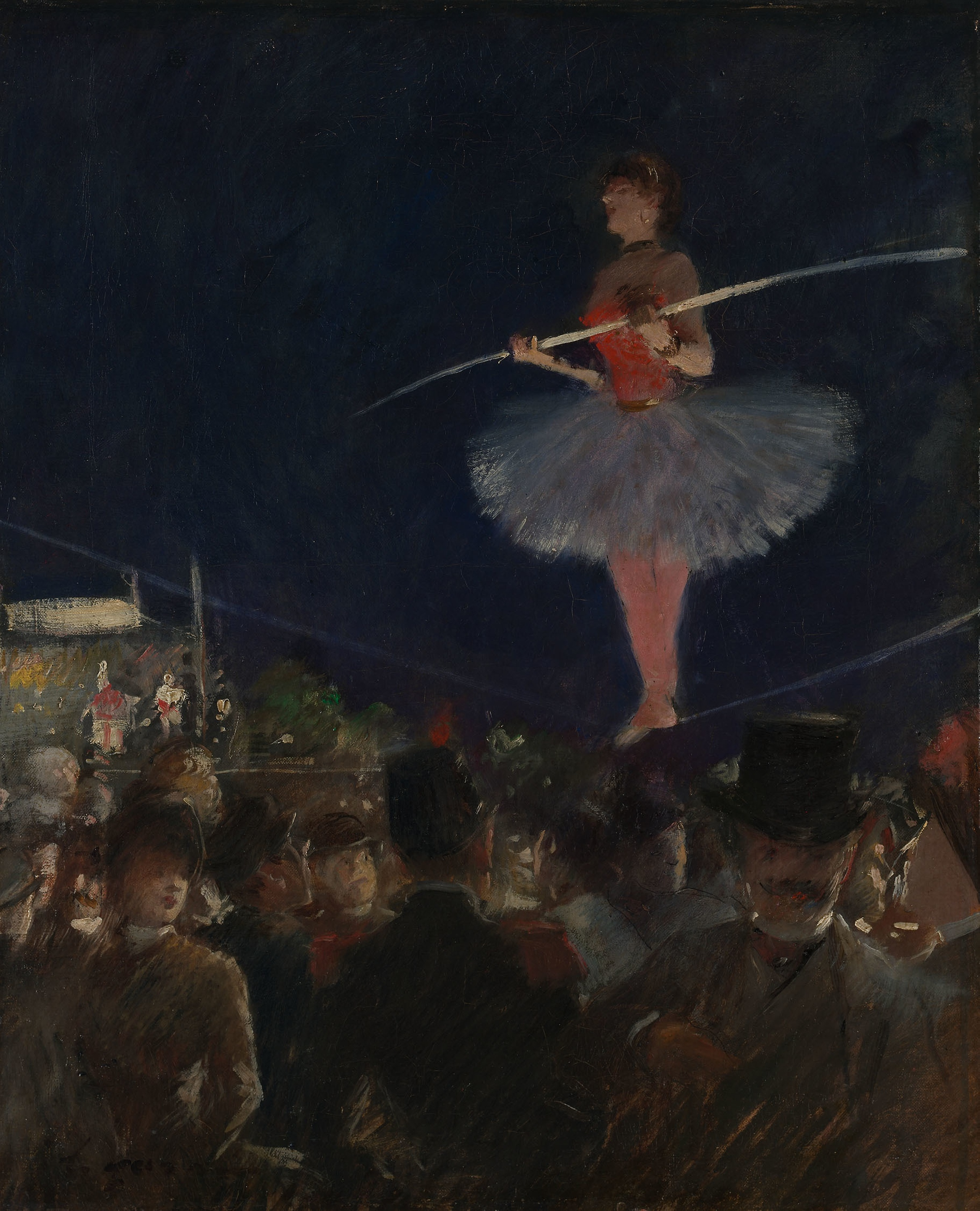
Die Seiltänzerin, Öl auf Leinwand, um 1895
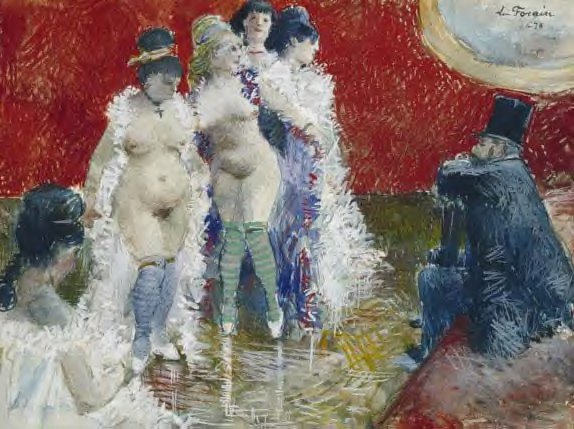
Le client, Öl auf Leinwand, 1898
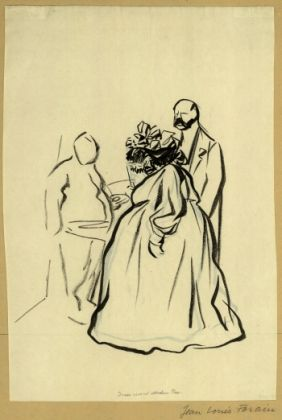
Paar mit Diener, Tuschpinselzeichnung, 1900
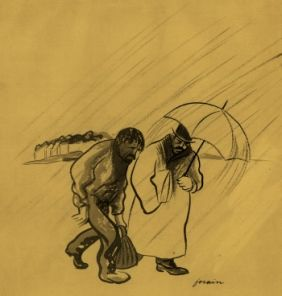
Zwei Männer im Regen, Tuschpinselzeichnung, 1900
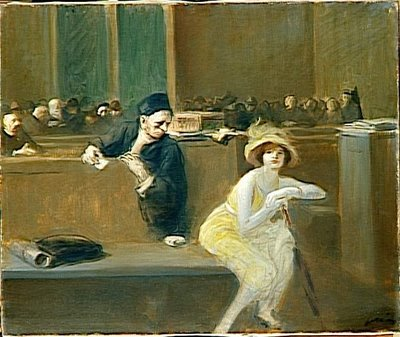
Cena de tribunal, Öl auf Leinwand, um 1910
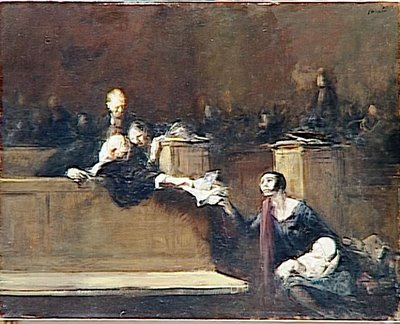
Cena de tribunal, Öl auf Leinwand, um 1900